# Vărhari, Kărdjali
Vărhari (în bulgară Върхари) este un sat în comuna Momcilgrad, regiunea Kărdjali,  Bulgaria. 

## Demografie
Componența etnică a satului Vărhari
     Turci (97,14%)
     Romi (2,85%)
     Nicio identificare (0%)
     Altele (0%)
La recensământul din 2011, populația satului Vărhari era de 140 locuitori. Din punct de vedere etnic, majoritatea locuitorilor (97,14%) erau turci, cu o minoritate de romi (2,85%). Pentru 0% din locuitori nu este cunoscută apartenența etnică.